# Войвода Ташко Шерифски (площад във Варна)
„Войвода Ташко Шерифски“ е площад в град Варна, България.
На заседание на 30 март 2015 година Общинският съвет на Варна именува площадното пространство заключено между ул. „Кракра“, ул. „Радецки“ и ул. „Григорий Цамблак“ като площад „Войвода Ташко Шерифски“. Ташко Костов Христов, известен повече като Ташко Шерифски, е български революционер от ВМОРО, войвода в Леринско по време на Илинденско-Преображенското въстание през 1903 г. Основател е на Македонското културно-просветно братство във Варна.